# Zenarchopterus caudovittatus
Zenarchopterus caudovittatus är en fiskart som först beskrevs av Weber, 1907.  Zenarchopterus caudovittatus ingår i släktet Zenarchopterus och familjen Hemiramphidae. IUCN kategoriserar arten globalt som otillräckligt studerad. Inga underarter finns listade i Catalogue of Life.